# Sigeberto I de Austrasia
Sigeberto I (c. 535-Vitry-en-Artois, c. 575) fue uno de los hijos de Clotario I y de Ingonda. En 561, a la muerte de su padre, ascendió al trono de Austrasia, una de las cuatro partes en que se dividió el reino franco.

## Biografía

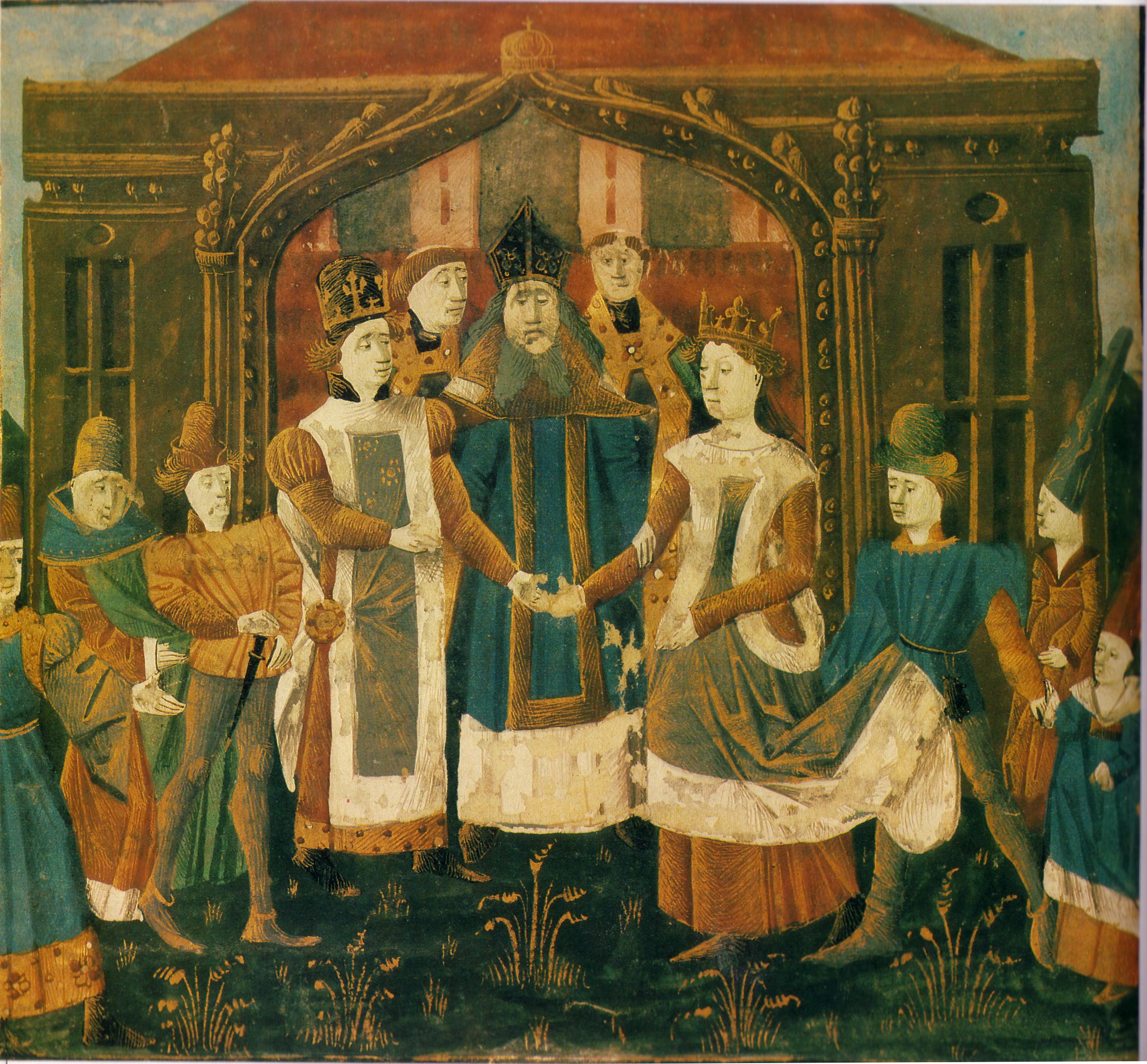
Esponsales de Sigeberto y Brunehaut.

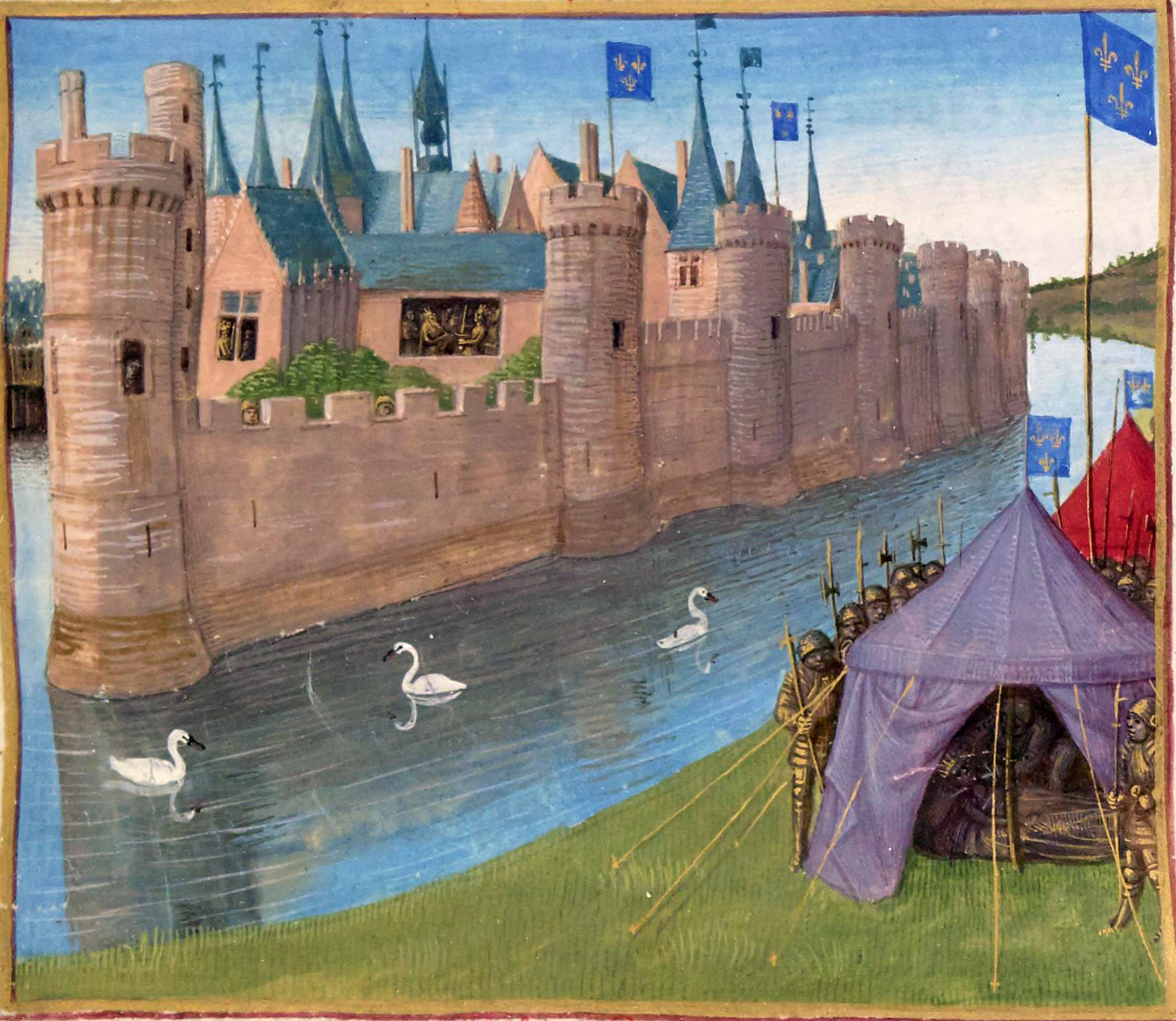
Asesinato de Sigeberto I (según Jean Fouquet (entre 1455 i 1460))

Los ávaros, una feroz tribu nómada relacionada con los hunos, hicieron incursiones que le obligaron a trasladar su capital de Reims a Metz. Repelió sus ataques dos veces, en 562 y 568. En 566 contrajo matrimonio con Brunegilda, hija del rey visigodo Atanagildo. Con la muerte de su hermano Cariberto I en 567, Sigeberto se repartió el reino de París con sus otros hermanos, Gontrán y Chilperico; ese mismo año Galswinta, hermana de Brunegilda y esposa de su hermano Chilperico I, rey de Neustria, fue asesinada (estrangulada en su cama, probablemente por orden de Fredegunda, amante y futura esposa de  Chilperico). Sigeberto decidió a vengar a su cuñada, comenzando así la guerra entre Neustria y Austrasia, que duraría hasta 613 y sería continuada por sus sucesores. 
En 573, se apoderó de Poitiers y de la Turena, pero su medio hermano Chilperico logrará asimismo conquistas en Aquitania, apoderándose también de Reims durante poco tiempo. Firmaron un acuerdo, que Chilperico incumplió, y Sigeberto se apoderó del reino de su hermano en el año 575. Sin embargo, inmediatamente después de haber asumido la corona, Sigeberto sería asesinado en Vitry-en-Artois por dos sicarios a las órdenes de Fredegunda. Su hijo Childeberto II, de sólo 5 años de edad, lo sucedió como rey de Austrasia. Fue también padre de dos hijas, Ingunda y Clodosvinta.